# El Carrizal (Argentina)
El Carrizal es una localidad y distrito ubicado en el departamento Luján de Cuyo, provincia de Mendoza,  Argentina. 
Se encuentra en el cruce de las rutas provinciales 16 y 61, junto al Dique de El Carrizal y atravesada por el arroyo El Carrizal. La villa es también llamada El Carrizal de Abajo porque a lo largo de la Ruta 16 y comenzando desde la Ruta Nacional 40 se suceden 3 parajes conocidos como El Carrizal de Arriba, El Carrizal del Medio y finalmente El Carrizal de Abajo. Unos 2 km al norte se emplaza Pueblo Unidad.
Las costas del Dique sobre el departamento Rivadavia también se conocen con el nombre de El Carrizal.

## Historia
Con anterioridad a la construcción del embalse la zona se encontraba poblada pero sin que exista una urbanización, contaba con una escuela y una capilla católica. Había algunas viñas y casas de fin de semana.
En 1965 comenzó la construcción del Dique El Carrizal, y un año después la primera urbanización de la mano de Raúl Fernando Schweizer, iniciando con 4 manzanas que en 1968 ya se habían duplicado. El dique se inauguró en 1971, cuando la villa ya contaba con diversos servicios como abastecimiento de combustible, energía eléctrica y supermercado. El pejerrey se convirtió en un símbolo del poblado, con un festival de pesca dedicado al mismo. No obstante el crecimiento turístico no fue el esperado, y los loteos se sucedieron sin grandes impulsos.